# المدارس الحكومية للأشخاص ذوي الإعاقة
المدارس الحكومية هي نوع من المؤسسات للأشخاص ذوي الإعاقات الذهنية والتنموية في الولايات المتحدة. يتم إدارة هذه المؤسسات من قبل الولايات الفردية. كانت ولا تزال هذه المدارس الحكومية مشهورة بالإساءة والإهمال. في العديد من الولايات، عقم المقيمين قسريًا خلال فترة علم تحسين النسل. أغلقت العديد من الولايات المدارس الحكومية كجزء من حركة إلغاء المؤسسات.

## تاريخ

### آمال المصلحين
لقد لاحظ العديد من المصلحين التقدميين في منتصف القرن التاسع عشر الظروف الرهيبة التي يعيشها الأشخاص ذوو الإعاقة وأرادوا تحسينها. ووضع العديد من الأشخاص ذوي الإعاقة في السجون أو دور الفقراء.
أراد صموئيل جريدلي هاو وغيره من المصلحين إنشاء مدارس تدريبية حيث يمكن للأشخاص ذوي الإعاقات الذهنية التعلم والاستعداد للمجتمع.
يرتبط تاريخ المدارس الحكومية والمستشفيات النفسية ببعضها البعض عبر التاريخ. بدأ بناء المدارس الحكومية في الولايات المتحدة في خمسينيات القرن التاسع عشر. كثيرا ما يستخدم الناس مصطلح " ضعيف العقل " والذي يمكن أن ينطبق على كل من الإعاقات الفكرية والتنموية والمرض العقلي، أو في بعض الحالات، العلاقات الجنسية غير المشروعة.

### التأسيس
في عام 1848 أسس هاو مدرسة ماساتشوستس للشباب الأغبياء وضعيفي العقول، وهي مدرسة داخلية خاصة للأشخاص ذوي الإعاقات الفكرية. وفي العام نفسه، أسس هيرفي ويلبر مدرسة خاصة في منزله بنيويورك. كلا المدرستين كانتا تدرسان وفقًا لتعاليم إدوارد سيجوين. سعت مدارس التدريب المبكرة هذه إلى تثقيف الطلاب وتوفير التعليم والمساعدة في مهام الرعاية الذاتية والتدريب البدني.
كانت أول مدرسة مول من قبل الدولة هي مدرسة نيويورك للأغبياء. تأسست في ألباني عام 1851. كانت هذه المدرسة الحكومية تهدف إلى تعليم الأطفال ذوي الإعاقات الذهنية، ويقال إنها نجحت في القيام بذلك. أعلن مجلس أمناء المدرسة، عام 1853، أن التجربة "نجحت تمامًا". دفع هذا النجاح المجلس التشريعي لولاية نيويورك إلى تأسيس مبنى آخر، افتُتح في سيراكيوز عام 1855. وكان المشرف على هذه المدرسة على مدى السنوات الـ 32 التالية هو هيرفي ويلبر. في عام 1852، افتُتحت مدرسة للشباب "ضعاف العقول" في جيرمانتاون، بنسلفانيا، وأخرى في كولومبوس، أوهايو في عام 1857.
وفي حين استمر عدد المدارس في التزايد، فإن حجم التدريب لم يتزايد. وسرعان ما أصبحت هذه "المدارس" مؤسسات احتجازية، وأماكن لإيواء الناس وإبعادهم عن المجتمع. وبدلاً من إعداد الطلاب للانضمام إلى المجتمع، قامت هذه المدارس فقط بتدريب الأشخاص على العمل في إطار مؤسسي. كلف المقيمين القادرين بالعمل في المؤسسة. وبدأت المؤسسات تطالب بالتمويل، قائلة إنها تؤوي أشخاصًا كان من الممكن أن يضطروا لولا ذلك إلى البقاء في دور الإيواء أو دور الفقراء. وقد تمت إنشاء هذه المؤسسات الاحتجازية الأكبر حجمًا في العديد من الولايات في العقود التالية.

#### المدارس والمستعمرات والمزارع
وسعت مدارس التدريب إلى تدريب الأشخاص ذوي الإعاقات الفكرية والتنموية، حتى وإن لم يتم تحقيق هذا الهدف على الإطلاق تقريبا. كما نشأت نماذج أخرى من المؤسسات، ولكنها جميعًا كانت تُسمى غالبًا بالمدارس الحكومية.
يعتقد المشرفون على المؤسسات أنه ينبغي فصل الأشخاص ذوي الإعاقات المختلفة. في كثير من الأحيان، كانت المؤسسات تنشئ مبانٍ منفصلة، مثل "مستعمرة الصرع" وأماكن "الدرجات العالية"، وهو المصطلح المستخدم للإشارة إلى الأشخاص ذوي الإعاقة الذين أجبروا على العمل في المؤسسات. كانت إحدى الطرق المحددة التي أجبر الناس على العمل بها هي المستعمرات الزراعية. كان الناس يشترون الأراضي الزراعية الريفية الرخيصة ويجبرون السكان على العمل في المزرعة لزراعة الغذاء وحصاد منتجات الألبان. واستخدم الأغذية المنتجة للمؤسسات أو بيعها. سعت العديد من المؤسسات إلى تطوير الاكتفاء الذاتي. كانت هذه طريقة أخرى لإبقاء الأشخاص ذوي الإعاقة منفصلين عن المجتمع.

### تحسين النسل
واستمر بناء هذه المؤسسات الاحتجازية الكبيرة حتى القرن العشرين. وفي الوقت نفسه، بدأت نظرية تحسين النسل تكتسب مؤيدين في مختلف أنحاء الولايات المتحدة، فضلاً عن أوروبا. تركزت فكرة تحسين النسل حول هدف زيادة "الجودة الجينية" للجنس البشري. قرر علماء تحسين النسل أن بعض السمات "غير مرغوب فيها". ومن أبرز هذه السمات "ضعف العقل". أصبح العلماء والأطباء أقل اهتمامًا بتعليم أو تدريب ذوي الإعاقة، وركزوا أكثر على عزلهم عن المجتمع، ومنعهم من التكاثر، وفي بعض الحالات، الدعوة إلى قتلهم.
اعتقد العديد من علماء تحسين النسل أن الأوروبيين الغربيين البيض كانوا متفوقين على الأعراق والشعوب الأخرى. لقد طوروا تدابير معيبة للغاية "لإثبات" هذا التفوق. طور اختبار الذكاء ستانفورد-بينيه لتحديد الأشخاص الذين يعانون من ضعف العقل. في عام 1913، قامت هيئة الصحة العامة في الولايات المتحدة بإجراء اختبار بينيه لقياس الذكاء، وهو اختبار تمت اختراعه حديثاً، على المهاجرين الواصلين إلى جزيرة إليس. سجل باحثون متخصصون أن "79% من الإيطاليين، و80% من المجريين، و83% من اليهود، و87% من الروس ضعاف العقول". وقد استُخدمت هذه النتائج، وغيرها، لتبرير العنصرية وكراهية الأجانب ضد المهاجرين في الولايات المتحدة وأوروبا.
بالإضافة إلى ذلك، فرضت قوانين المدارس العامة الإلزامية الجديدة على الأطفال الالتحاق بالمدرسة. كان لدى المعلمين فرص أكبر لملاحظة الأشخاص الذين يعانون من صعوبات والتوصية بهم للمؤسسة. كما قام أنصار تحسين النسل بتدريس دروس للمعلمين حول تحديد "ضعاف العقول".
طوال هذه الحقبة، كان الاعتقاد الأكثر شيوعًا هو أن الإعاقات الفكرية والتنموية، فضلاً عن الأمراض العقلية، كانت وراثية تمامًا وتؤدي إلى الفقر، والسُكر، والعلاقات الجنسية غير الشرعية، والجريمة، والعنف، وغيرها من الأمراض الاجتماعية. كان يُنظر إلى الأشخاص ذوي الإعاقة على أنهم "خطر". ألّف الدكتور هنري جودارد، عالم النفس في مدرسة فينلاند للتدريب في نيوجيرسي، كتابًا يدّعي فيه أنهم حققوا في التاريخ العائلي لامرأة في المؤسسة، وأثبتوا أن "ضعف العقل" وراثي، وأنه سبب جميع الأمراض الاجتماعية. وقال جودارد،
إن تصوير هذا العدد الكبير من الأشخاص باعتبارهم تهديدًا أدى إلى زيادة أعداد الأشخاص الذين إرسلوا إلى المؤسسات. وأصبحت المؤسسات مكتظة أكثر فأكثر. وبدأ المشرفون على السجون، الذين شعروا بالقلق إزاء الاكتظاظ و"التهديد" المتمثل في إنجاب الأشخاص ذوي الإعاقة للأطفال، في تعقيم السجناء. وكان العديد من الذين تمت تعقيمهم رغماً عنهم يعيشون في مدارس حكومية أو مستشفيات حكومية. كان لدى أكثر من ثلاثين ولاية قوانين تعقيم إلزامية وعقم أكثر من 60 ألف شخص من ذوي الإعاقة.
كانت قضية باك ضد بيل، وهي القضية الشهيرة أمام المحكمة العليا والتي شرعت التعقيم غير الطوعي، تتعلق بكاري باك، وهي امرأة شخصت بأنها "ضعيفة العقل" بعد أن اغتصبها شقيقها بالتبني وأُدخلت إلى مؤسسة. شجرة العائلة (التي تبين فيما بعد أنها مزورة) تقول أنها كانت من الجيل الثالث الذي شخصت بضعف العقل. أعلن قاضي المحكمة العليا الأمريكية أوليفر وندل هولمز جونيور أن "ثلاثة أجيال من الحمقى تكفي!"

### ألاباما
- مستشفى برايس الحكومي *خدم النزلاء ذوي الإعاقة الذهنية حتى افتتاح بارتلو
- مستشفى سيرسي تخدم النزلاء ذوي الإعاقة الذهنية حتى افتتاح بارتلو
- مدرسة ومستشفى بارتلو الحكومية، توسكالوسا (1919–2011)
- مركز لورلين والاس التنموي، ديكاتور (1971–2003)[6]
- مركزجي اس توريتور التنموي، ويتومبكا (1976–2004)[7]
- مركز ألبرت ب. بروير التنموي، موبيل (1973–2001)[8] في عام 2001، تم نقل السكان إلى مبانٍ مختلفة في دافني.
  - مركز ألبرت بروير-باي سايد التنموي، دافني (−2004)[9]
- مركز جلين أيرلندا التنموي، برمنغهام (1986-1996)[10]

### ألاسكا
- مستشفى مورنينج سايد، بورتلاند، أوريغون (1904–1960)[11] في الستينيات، تم نقل السكان إلى مركز هاربورفيو.
- بيبي لويز هافن، سالم، أوريغون (−ستينيات القرن العشرين)[12] في الستينيات، تم نقل السكان إلى مركز هاربورفيو.
- مركز هاربورفيو التنموي، فالديز (1960–1997)[13]

### أريزونا
- مستشفى ولاية أريزونا، فينيكس (1887–1985) بعد عام 1985، تم وضع السكان في المجتمع.
- برنامج تدريب أريزونا، كوليدج (1952 حتى الآن)[14]
- برنامج تدريب أريزونا، توسان (1973-1997)[14]
- برنامج تدريب أريزونا، فينيكس (1973–1988)[14]

### أركنساس
- ستشفى ولاية أركنساس (1888–1959)[15] في عام 1959، بدأ نقل الأشخاص المصابين بالإعاقة الذهنية/النموية إلى مرافق أخرى
- مستعمرة أطفال أركنساس/مركز كونواي للتنمية البشرية (1959 حتى الآن)[15]
- مركز أركاديلفيا للتنمية البشرية (1968 حتى الآن)[15]
- مركز بونفيل للتنمية البشرية (1973 حتى الآن)[15]
- مركز جونزبورو للتنمية البشرية (1974 حتى الآن)[15]
- مركز التنمية البشرية في جنوب شرق أركنساس (1978 حتى الآن)[15]
- مركز ألكسندر للتنمية البشرية (–2011)

### كاليفورنيا
- دار سونوما الحكومية (1883–2018)
- مستشفى لانترمان الحكومي ومركز التنمية (1921-2015)
- مستشفى أجنيوز الحكومي للأمراض العقلية (1885–2011)
- مستشفى كاماريلو للأمراض العقلية (1936-1997)
- مركز فيرفيو التنموي، كوستا ميسا (1959 حتى الآن)[16]
- مركز بورتيرفيل التنموي (1953 حتى الآن)[17]
- مركز كانيون سبرينجز التنموي (2000 حتى الآن)[18]
- سييرا فيستا، مدينة يوبا (2000–2010)[19]

### كولورادو
- مدرسة ولاية كولورادو المنزلية والتدريبية/ريدج هوم (1909–1992)[20]
- مستشفى ولاية كولورادو/مركز بويبلو الإقليمي (حتى الآن)[21]
- دار رعاية الدولة للمصابين بعيوب عقلية/ مركز غراند جانكشن الإقليمي (1921 حتى الآن)[22]
- مركز ويت ريدج الإقليمي (1912 حتى الآن)[23]

### كونيتيكت
- مدرسة ساوثبوري للتدريب (من ثلاثينيات القرن العشرين حتى الوقت الحاضر)
- مدرسة ومستشفى مانسفيلد الحكومية للتدريب (1860-1993)

### ديلاوير
مستشفى مركز ستوكلي للمتخلفين عقليًا، ستوكلي (1921 حتى الآن)

### مقاطعة كولومبيا
- فورست هافن، لوريل، ماريلاند (1922–1991)
- قرية دي سي (1906–1996)
- مستشفى سانت إليزابيث (1852-1906، 1987-1994) *مخصص خصيصًا للأشخاص الذين يعانون من أمراض عقلية، ولكن كان به دار إحسان تخدم الأشخاص المصابين بالإعاقة الذهنية/النمو، قبل افتتاح قرية دي سي، وكان به برنامج للأشخاص المصابين بالإعاقة الذهنية من عام 1987 إلى عام 1994.

### فلوريدا
- مستعمرة فلوريدا الزراعية للمصابين بالصرع وضعاف العقول/ مركز تدريب صنلاند في جينزفيل /تاكاشيل (1921 حتى الآن)
- مركز تدريب صنلاند، فورت ماير/مركز ساحل الخليج (1960-2010)
- مركز تدريب صنلاند أورلاندو (أوائل الستينيات - ١٩٨٥)
- مركز تدريب صنلاند ماريانا (من ستينيات القرن العشرين حتى الآن)
- مركز تدريب صن لاند ميامي/مركز لاند مارك التعليمي (1966-2005)
- مركز تدريب صنلاند تالاهاسي (-1983)
- مركز تدريب صنلاند، ملعب دور (1968-1969)

### جورجيا
- مدرسة ومستشفى جريسوود الحكومية (1921 حتى الآن)
- مستشفى الولاية المركزي، ميلدجفيل (1842 حتى الآن)

### هاواي
مدرسة ومستشفى وايمانو للتدريب (1919–1999)

### أيداهو
مدرسة ومستشفى ولاية أيداهو (1918-2021)

### إلينوي
- مدرسة ومستعمرة لينكولن الحكومية (1877-2002)
- مدرسة ديكسون الحكومية (1918-1983)
- مركز جاكسونفيل التنموي  [لغات أخرى]‏ (1974*-2012) *قبل عام 1974، كان المرفق يضم فقط الأشخاص المصابين بأمراض عقلية.
- مدرسة هاو الحكومية (1973-2010)
- مركز تشواتي للتنمية والصحة العقلية
- مركز لودمان التنموي
- مركز فوكس التنموي
- مركز مابلي التنموي، ديكسون (1987 حتى الآن)
- مركز كيلي التنموي
- مركز موراي التنموي
- مركز شابيرو التنموي

### إنديانا
- مدرسة فورت واين الحكومية للشباب ذوي العقول الضعيفة (1890-2007)
- مستعمرة مسكاتاتوك (1920–2005)

### أيوا
- مؤسسة الأطفال ضعاف العقول في جلينوود (1876-حتى الآن)
- مستشفى مرضى الصرع وضعاف العقول في وودوارد (1917)

### كانساس
مستشفى وينفيلد الحكومي، وينفيلد (1888–1988)

### كنتاكي
مستشفى ومدرسة فرانكفورت الحكومية (1860–1972). كان اسمه في الأصل معهد ولاية كنتاكي لتعليم الأطفال ضعاف العقول والأغبياء، وأُعيدت تسميته في أربعينيات القرن العشرين إلى دار تدريب كنتاكي، وحوالي عام 1963 إلى مستشفى ومدرسة ولاية فرانكفورت.

### لويزيانا
مدرسة التدريب والمستعمرات الحكومية، باينفيل

### مينا
مركز باينلاند، نيو غلوستر (1909–1996)

### ماريلاند
- مركز مستشفى كراونزفيل
- ملجأ الغابة (1925–1991)
- مركز روزوود (1888–2009)[29]

### ماساتشوستس
- مدرسة والتر إي. فيرنالد الحكومية، والتهام (1848–2014)
- مستعمرة مزرعة تمبلتون، بالدوينسفيل (1899–2015)
- مدرسة رينثام الحكومية (1910-حتى الآن)
- مدرسة بيلتشرتاون الحكومية، بيلتشرتاون (1922–1992)
- مركز مونسون التنموي (1898-2012)
- مركز بيري الإقليمي (1967-1994)
- مركز جلافين الإقليمي (1974-2013)
- مركز بول أ. ديفر الإقليمي (1946-2001)
- مركز هوجان الإقليمي (1967)

### ميشيغان
- دار ميشيغان للضعفاء عقليًا ومرضى الصرع/دار لابير الحكومية/المركز الإقليمي أوكديل (1895-1991)
- مركز نيوبيري الإقليمي للصحة العقلية - الخدمات التنموية (-1992)
- مستعمرة مزرعة ميشيغان لمرضى الصرع/مركز كارو الإقليمي للصحة العقلية، واهجاميغا/كارو (1914-حتى الآن)
- مدرسة تدريب مقاطعة واين، بلدة نورثفيل (1926–1974)
- مركز كولدووتر الإقليمي للإعاقات التنموية (1935-1987)
- مركز ماونت بليزانت (1937-2009)
- دار ولاية فورت كاستر (1956-1972)
- مركز هيلكريست الإقليمي للإعاقات التنموية (1959-1982)
- مركز ألباين الإقليمي للإعاقات التنموية (1960-1981)
- مركز ماكومب-أوكلاند الإقليمي للإعاقات التنموية (1967-1989)
- مركز موسكيجون الإقليمي للإعاقات التنموية (1969-1992)
- مركز نورثفيل للتدريب السكني (1972-1983)
- مركز ساوثجيت الإقليمي (1977-2002)
- مركز بليموث للتنمية البشرية

### مينيسوتا
مدرسة فاريبولت لضعاف العقول ومستعمرة مرضى الصرع، فاريبولت (1879-1998)

### ميسيسيبي
- مستشفى ولاية ميسيسيبي (1855* - حتى الآن) *قام مستشفى ولاية ميسيسيبي أيضًا بتأسيس مؤسسات للأشخاص ذوي الإعاقة الذهنية والتنموية، قبل افتتاح إليسفيل وقبل أن تقبل إليسفيل النساء والسود.
- مدرسة إليسفيل الحكومية (1921 حتى الآن)[31]
- مركز شمال المسيسيبي الإقليمي، أكسفورد (1973 حتى الآن)
- مركز هدسبث الإقليمي، ويتفيلد (1974 حتى الآن)
- مركز بوسويل الإقليمي، ماجي (1976 حتى الآن)
- مركز جنوب المسيسيبي الإقليمي، لونغ بيتش (1978 حتى الآن)
- مركز ميسيسيبي للمراهقين، بروكهافن (2011-حتى الآن)

### ميسوري
مستشفى فولتون الحكومي (1847 حتى الآن)
مستعمرة ولاية ميسوري للضعفاء عقليًا والمصابين بالصرع/مدرسة ولاية ميسوري (1899 حتى الآن)، انقسمت إلى المدارس الحكومية الثلاث التالية في عام 1959.
- مدرسة ومستشفى مارشال ستيت
- مدرسة ومستشفى كارولتون الحكومية
- مدرسة ومستشفى هيجينسفيل الحكومية[32]
- مدرسة سانت لويس للتدريب/مدرسة سانت لويس الحكومية والمستشفى (1922)[32]

### مونتانا
- مدرسة تدريب ولاية مونتانا، بولدر (1905–2017)
- مركز إيستمونت للخدمات الإنسانية (1969-2003)

### نبراسكا
دار بياتريس الحكومية (1885-حتى الآن)

### نيفادا
مستشفى ولاية نيفادا / مدرسة ولاية نيفادا والمستشفى / مركز التأهيل في نيفادا (1887–2012)

### نيو هامبشاير
مدرسة لاكونيا الحكومية (1901–1991)

### نيوجيرسي
- مدرسة فينلاند للتدريب (1887-حتى الآن)
- مستعمرة ولاية نيوجيرسي لمرضى الصرع/مركز شمال برينستون (1898-1998)
- مركز جونستون للتدريب والأبحاث
- مركز لشبونة التنموي الجديد (1914)
- مركز وودباين التنموي (1921)
- مركز شمال جيرسي التنموي (1928-2014)
- مركز وودبريدج التنموي (1965)
- مركز هانترون التنموي (1969)

### نيو مكسيكو
- مستشفى فورت ستانتون الحكومي للمعاقين عقليًا (1960–1995)[35]
- مستشفى لوس لوناس ومدرسة التدريب (1929–1997)[36]
- فيلا سولانو (1973–1975)[36]

### نيويورك
- مدرسة ولاية سيراكيوز، سيراكيوز (1855–1998)[1]
- ملجأ نيويورك الاحتجازي للنساء ضعيفات العقل، نيوارك، نيويورك (1878)[1]
- ملجأ احتجاز الدولة في روما للأغبياء غير القابلين للتعليم، روما (1894)[1]
- مستعمرة كريج لمرضى الصرع، سونيا (1894–1968)[1]
- قرية ليتشوورث (1912)[1]
- مدرسة ويلوبروك الحكومية، جزيرة ستاتن (1947–1987)

### كارولينا الشمالية
- مدرسة كاسويل للتدريب
- مدرسة أوبيري (1957 حتى الآن)[37]
- مستعمرة مزرعة كارولينا الشمالية

### داكوتا الشمالية
مدرسة جرافتون الحكومية

### أوهايو
- ملجأ أوهايو لتعليم الشباب الأغبياء والمعتوهين، كولومبوس (1857)[38]
- مركز برودفيو التنموي[38]
- مركز وارينسفيل التنموي[38]
- مركز شمال غرب أوهايو التنموي[38]

### أوكلاهوما
- مدرسة إينيد الحكومية (1909–2014)[39]
- مدرسة بولز فالي الحكومية (1907–2015)[39]
- مركز هيسوم التذكاري (1961)[39]
- مستشفى تافت الحكومي[39]
- مركز جرير (1989–حتى الآن)[39]

### أوريغون
مركز فيرفيو للتدريب

### بنسلفانيا
- مدرسة ومستشفى ولاية بنهورست، سبرينغ سيتي (1903-1987)
- مدرسة إلوين للتدريب

### رود آيلاند
مدرسة لاد/مركز لاد (1908–1986)

### كارولينا الجنوبية
مدرسة تدريب الدولة للضعفاء عقليًا/مركز ويتن (1918-حتى الآن)

### داكوتا الجنوبية
مدرسة ريدفيلد الحكومية ودار رعاية ذوي العقول الضعيفة/مركز داكوتا الجنوبية للتنمية (1899 حتى الآن)

### تينيسي
- مدرسة تينيسي المنزلية والتدريبية للأشخاص ذوي العقول الضعيفة/مركز كلوفر بوتوم للتطوير، دونلسون (1923-2015)[42]
- مركز جرين فالي التنموي (1962–2017)[42]
- مركز أرلينجتون التنموي (1968–2010)[42]
- مركز نات تي وينستون التنموي (−1998)[42]

### تكساس
- مدرسة ولاية أوستن/مركز أوستن ستيت للمعيشة المدعومة (1915-حتى الآن)
- مستعمرة مزرعة مدرسة أوستن الحكومية/مدرسة ترافيس الحكومية (1933-1996)
- مدرسة فورت وورث الحكومية
- مركز أبيلين الحكومي للمعيشة المدعومة (Abilene SSLC)
- مدرسة برينهام الثانوية
- كوربوس كريستي SSLC
- دنتون SSLC
- إل باسو SSLC
- مركز لوبوك للقبول في المدارس الثانوية
- لوفكين SSLC
- ميكسيا SSLC
- ريتشموند SSLC
- ريو غراندي SSLC
- سان أنجيلو SSLC
- سان أنطونيو SSLC

### يوتا
مدرسة تدريب ولاية يوتا (1929 حتى الآن)

### فيرمونت
مدرسة براندون الحكومية (1915–1993)

### فرجينيا
- مستعمرة الولاية للمصابين بالصرع وضعاف العقول / مركز تدريب وسط فرجينيا (1910-2020)[45]
- مستشفى الولاية المركزي (1870 حتى الآن)

### واشنطن
- مدرسة الحراسة الحكومية الشرقية/قرية ليكلاند، ميديكال ليك (1905-حتى الآن)
- مدرسة الحراسة الغربية الحكومية/مدرسة رانير الحكومية (1939 حتى الآن)[46]

### ويسكونسن
دار ويسكونسن للمعاقين عقليًا/مركز شمال ويسكونسن للمعاقين عقليًا (1897-حتى الآن)

### وايومنغ
مدرسة تدريب ولاية وايومنغ/مركز موارد الحياة في وايومنغ، لاندر (1912)